# Grace Bumbry
Grace Bumbry (San Luis, Misuri; 4 de enero de 1937-Viena, 7 de mayo de 2023) fue una cantante lírica estadounidense.

## Biografía
Una de las grandes mezzosopranos de las décadas de 1960-70 incursionó posteriormente en el repertorio soprano con sostenido éxito. De impactante presencia fue la primera intérprete negra en cantar en el Festival de Bayreuth en la ópera Tannhäuser de Richard Wagner como la diosa Venus.
Una de las protagonistas de la conquista de los escenarios líricos por parte de cantantes estadounidenses negros gracias a la pionera Marian Anderson materializado en los nombres de Grace Bumbry, Shirley Verrett, Leontyne Price, Reri Grist, Barbara Hendricks, Jessye Norman, Kathleen Battle, Florence Quivar, Denyce Graves y Martina Arroyo, entre otras. 
En diciembre de 2009 fue una de las galardonadas con el Premio Kennedy

## Trayectoria
Bumbry estudió en la North Western University y con la legendaria Lotte Lehmann en la Academia de Santa Bárbara en California participando en las audiciones de 1958 del Metropolitan Opera con su colega Martina Arroyo.
Su consagración internacional llegó en 1961 gracias a una invitación del director de escena Wieland Wagner para cantar Venus en el Festival de Bayreuth. Fue un triunfo y escándalo, la crítica alemana la bautizó "la Venus negra".
Debutó como Amneris en Aída en la Ópera de París, transformándose en una de las Amneris más famosas de la época junto a la Aida de Leontyne Price. Siguieron exitoso debut en La Scala, Viena, Berlín, Covent Garden y el Metropolitan Opera de Nueva York. 
En 1968 debutó en el Teatro Colón de Buenos Aires como Santuzza junto a Carlo Bergonzi, interpretando también Carmen junto a Jon Vickers, regresó en 1985 para el Requiem de Verdi.
En 1968 fue una espectacular Carmen en Salzburgo dirigida por Herbert von Karajan junto al tenor Jon Vickers. Otro hito en su carrera fue Jenůfa de Leoš Janáček en La Scala compartiendo cartel con Magda Olivero en 1974.
Célebre como Amneris, Eboli (Don Carlo), Carmen, Dalila, Adalgisa, Ulrica, Orfeo, Selika, Herodiade, Santuzza y Didon, todos personajes para mezzosoprano. Incorporó en la década de 1970 roles para soprano, dividiendo la opinión de la crítica. 
Se destacó como Tosca, Salomé, Aída, Leonora, Norma, Lady Macbeth, Elisabeth, Medea, Turandot y Abigail de Nabucco de Verdi.
En 1985 fue la primera Bess en el escenario del Metropolitan en Porgy and Bess de Gershwin.
Su última aparición en un escenario operístico fue como Klytamnestra en Elektra en Lyon 1997.
Se casó en 1963 con Edwin Andreas Jaeckel de quien se divorció en 1972, residiendo en Lugano, Suiza.

## Discografía referencial
- Bizet, Carmen, Karajan (DVD)
- Bizet, Carmen, Frühbeck de Burgos.
- Massenet, Le Cid (Chimene), Queler
- Stravinsky, La carrera del libertino (Baba the Turk), Nagano
- Verdi, Aida, (Amneris), Mehta
- Verdi, Aida, (Amneris) Leinsdorf
- Verdi, Don Carlo (Eboli), Solti
- Verdi, Requiem, Mehta
- Wagner, Tannhäuser (Venus), Sawallisch
- Grace Bumbry in recital (DVD)
- Grace Bumbry: A portrait (CD)
- Carmen Jones (1962)
- Aida's Brothers and Sisters de Jan Schmidt-Garre and Marieke Schroeder, 1999, film